# Servi Sulpici Rufus (militar)
Servi Sulpici Rufus  (llatí: Servius Sulpicius Rufus) va ser un militar romà. Era fill o net de Servi Sulpici Rufus i formava part de la gens Sulpícia.
En esclatar la Segona guerra civil l'any 49 aC es va unir al seu pare al partit de Juli Cèsar. Ciceró, amb qui va estudiar oratòria i filosofia, parla d'ell sovint a la seva correspondència. Encara consta que vivia l'any 43 aC quan el seu pare va morir.